# あすかけん
あすか けん（1947年 - ）は、埼玉県出身、さいたま市在住の絵本作家。
「こりすのトト」シリーズで知られる。

## 来歴
アニメーション会社にアニメーターとして入社。独立後、繊細な線を色鉛筆で表現する「メルヘン画」を描き、絵本『こりすのトト』シリーズで人気となる。北沢楽天顕彰会委員、国際漫画フェスティバル審査委員。

## 作品

### 絵本
- こりすのトト
  - こりすのトトはしゃしんやさん（1985年）偕成社
  - こりすのトトのおべんとう（1987年）偕成社
  - こりすのトトのへんしんだいすき（1988年）偕成社
  - こりすのトトのゆきのいえ（1989年）偕成社
  - こりすのトトのたんけんたい（1991年）偕成社

- ねずみちゃんのポシェット
  - ふしぎなポシェット（1988年）金の星社
  - おばけとあそぼう（1989年）金の星社
  - おさかな いっぱい（1991年）金の星社

- うさぎのすきっぷ
  - うさぎのすきっぷ なんになるの（1989年）ポプラ社
  - うさぎのすきっぷ もういいかい（1989年）ポプラ社

- こうさぎトントン
  - だいすきおふろ（1992年）偕成社
  - どろんこラララ（1992年）偕成社

- その他
  - フラワーノート・ブック（1991年）リブロポート
  - だれにも描けるメルヘン画－花（1996年）創芸社

### 大宮市マスコットキャラクター
1990年、旧大宮市の市制施行50周年を記念して、郷土を代表する作家の作品として「こりすのトトちゃん」が市制施行50周年記念キャラクターに起用され、その後は市のキャラクターとして使用された。それにちなんでトトちゃんの銅像が大宮駅東口に立っている。また、市民の森・見沼グリーンセンターにはシマリスの飼育施設・「りすの家」があり、ここにもトトちゃんの銅像がある。